# Creature from the Black Lagoon (flipper)
Creature from the Black Lagoon est un flipper conçu par John Trudeau ("Dr Flash") et distribué par Midway (sous la marque Bally). Il est librement inspiré du film du même nom. Le thème du jeu est un driv-in des années 1950. Le flipper est distribué sous licence accordée par Universal Studios. Ainsi les représentations du fronton, de la caisse et de la créature ressemblent aux acteurs et au monstre du film original.

## Hologramme
La principale fonctionnalité du flipper est une créature holographique s'allumant au centre du plateau de jeu en bougeant ses bras pendant le mode multiball. L'hologramme vert composé de trois couches « flottantes » fabriqué par Polaroid est fixé à une plaque de métal sous le plateau. Une came motorisée est fixée derrière la plaque de métal et tord l'hologramme de manière que la créature semble donner un coup de griffe à destination du joueur. Un second moteur fixé dans le bas de la caisse, fait osciller un miroir, changeant la direction de la source de lumière produite par une lampe depuis le fond de la caisse. Le tout provoquant le balancement de la créature de droite à gauche.
À partir du 31 mai 1994, un brevet américain protège le dispositif, citant John T. Trudeau et Ernie S. Pizairo comme inventeurs, pour la société Williams Electronics Games, Inc.

## Musiques
Il y a 5 musiques des années 1950 dans le jeu :
- Rock Around the Clock
- Get a Job
- Summertime Blues
- Willie and the Hand Jive
- Red River Rock (Johnny and the Hurricanes version)

Toutes les musiques ont été déclinées en version instrumentale, à l'exception de  Red River Rock, qui était déjà initialement en version instrumentale. Les musiques sont diffusées par la carte son du flipper.

## Versions numériques
Creature from the Black Lagoon est jouable dans le jeu The Pinball Arcade sur différentes consoles et sur ordinateur. À cause de problèmes de licence seules quatre des cinq musiques sont présentes dans le jeu. Le flipper est également jouable dans Williams Pinball Classics (2001) pour PC.